# Budy Bolewskie
Budy Bolewskie – wieś sołecka w Polsce położona w województwie mazowieckim, w powiecie mławskim, w gminie Stupsk.
W latach 1975–1998 miejscowość administracyjnie należała do województwa ciechanowskiego.